# مات هازلتين
مات هازلتين (بالإنجليزية: Matt Hazeltine)‏ هو لاعب كرة قدم أمريكية أمريكي، ولد في 2 أغسطس 1933 في روس في الولايات المتحدة، وتوفي في 13 يناير 1987 في سان فرانسيسكو في الولايات المتحدة بسبب تصلب جانبي ضموري.

## وصلات خارجية
- مات هازلتين على موقع مرجع كرة القدم المحترفة.كوم (الإنجليزية)